# Przylaszczka

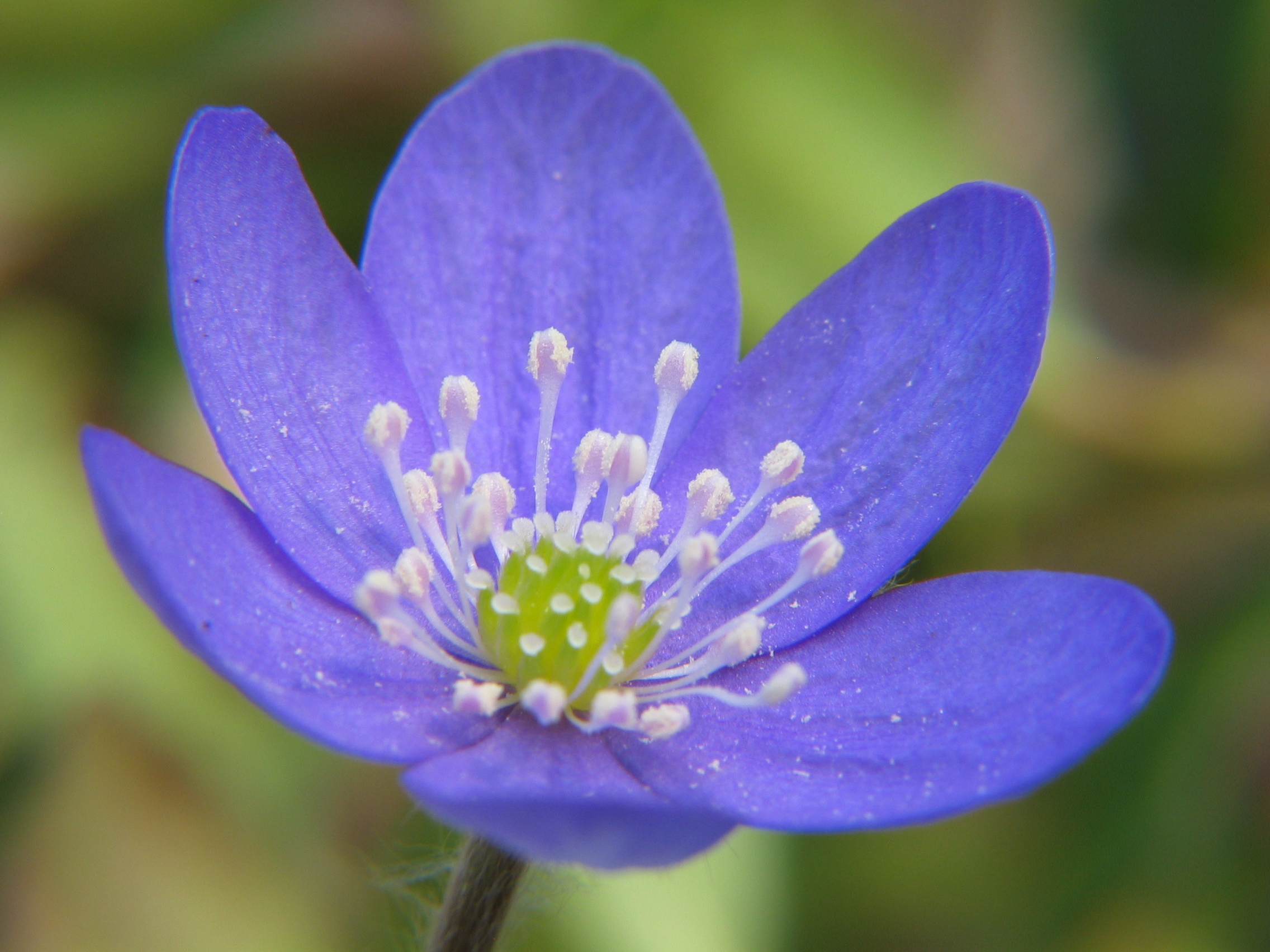
Kwiat przylaszczki pospolitej

Przylaszczka (Hepatica Mill.) – rodzaj roślin z rodziny jaskrowatych. Rośliny występują na półkuli północnej w klimacie umiarkowanym – w Europie, Azji i wschodniej części Ameryki Północnej. W Polsce występuje jeden gatunek – przylaszczka pospolita Hepatica nobilis, będąca gatunkiem typowym rodzaju. 
Według części ujęć systematycznych (także Linneusza) rodzaj nie jest wyróżniany. Gatunki tu zaliczane włączane są do rodzaju zawilec (Anemone). W ujęciach wyróżniających rodzaj zalicza się tu ok. 7–9 gatunków, różne ich liczby powstają w zależności od traktowania niektórych taksonów w randze odmian, podgatunków lub gatunków.

## Morfologia
Rośliny z kłączem, z którego wyrastają gęste korzenie i pojedyncze, długoogonkowe liście. Liście są wcinane na trzy lub pięć klap, na brzegu całobrzegie lub ząbkowane. Na szczycie łodygi pojedynczy kwiat wsparty przypominającymi kielich, zielonymi podsadkami. Kwiat jest obupłciowy, z pojedynczym okółkiem listków okwiatu, licznymi pręcikami i słupkami. Owocem jest niełupka.

## Systematyka
W pierwszych pracach systematycznych Linneusza (Species Plantarum 1753) gatunki zaliczane później do tego rodzaju włączone zostały do rodzaju zawilec Anemone. Później jednak dominował w systematyce pogląd o odrębności rodzaju Hepatica ustalony też wcześnie, bo już w 1754 roku przez Philipa Millera. Kwestia odrębności rodzaju Hepatica wróciła w końcu XX wieku wraz z analizami filogenetycznymi bazującymi na cechach molekularnych i morfologicznych. W ich rezultacie bowiem zaproponowano włączenie kilku linii rozwojowych sztucznie rozdzielanych, a tworzących jeden klad określany mianem rodzaju zawilec Anemone sensu lato.
Kluczowe znaczenie dla wyodrębnienia rodzaju Hepatica miało odkrycie, że Anemone sensu lato nie tworzy grupy monofiletycznej, lecz stanowi parafiletyczny grad ewolucyjny prowadzący do pary rodzajów powojnik Clematis i Anemoclema (wcześniej uznawano, że cała grupa Anemone sensu lato jest monofiletyczna, ponieważ w badaniach w latach 90. użyto rodzaju Clematis w roli grupy zewnętrznej). Ze względu na rozpoznawalność i znaczenie rodzaju Clematis, jego włączenie do rodzaju Anemone uznano za zbyt wywrotowe dla klasyfikacji i w efekcie dla jego zachowania wrócono do koncepcji podziału całej grupy Anemone na drobne, monofiletyczne rodzaje, w tym też wyodrębniając rodzaj przylaszczka Hepatica.
Rodzaj należy do rodziny jaskrowatych z rzędu jaskrowców. W obrębie rodziny klasyfikowany jest do podrodziny Ranunculoideae Arnott, plemienia Anemoneae.
Wykaz gatunków
- Hepatica acutiloba DC.
- Hepatica americana (DC.) Ker Gawl.
- Hepatica asiatica Nakai
- Hepatica falconeri (Thomson) Steward
- Hepatica henryi (Oliv.) Steward
- Hepatica insularis Nakai
- Hepatica maxima (Nakai) Nakai
- Hepatica × media Simonk. – przylaszczka pośrednia
- Hepatica nobilis Schreb. – przylaszczka pospolita
- Hepatica transsilvanica Fuss – przylaszczka siedmiogrodzka

## Uprawa
Przylaszczki preferują gleby pochodzenia wapiennego. Mogą rosnąć w różnorodnych warunkach. Spotykane zarówno w cienistych lasach, zaroślach jak i na otwartych, słonecznych łąkach. W zimie, ukryte pod pokrywą śnieżną dobrze znoszą znaczne mrozy.